# Xã Dayton, Quận Cass, Missouri
Xã Dayton (tiếng Anh: Dayton Township) là một xã thuộc quận Cass, tiểu bang Missouri, Hoa Kỳ. Năm 2010, dân số của xã này là 1.071 người.